# Кирин Къп
Кирин Къп (на японски: キリンカップ・サッカー) е японски футболен турнир, провеждащ се всяка година и спонсориран от Kirin Corporation. Националният отбор по футбол на Япония участва всяка година. До 1992 в турнира участват само клубни отбори.

## Победители през годините
- 1978: Борусия Мьонхенгладбах (Германия) и Палмейраш (Бразилия)
- 1979: Тотнъм Хотспър (Англия)
- 1980: ФК Мидълзбро (Англия)
- 1981: Клуб Брюж (Белгия)
- 1982: Вердер Бремен (Германия)
- 1983: Нюкасъл Юнайтед (Англия)
- 1984: Спорт Клуб Интернасионал (Бразилия)
- 1985: Сантош (Бразилия)
- 1986: Вердер Бремен (Германия)
- 1987: Флуминензе (Бразилия)
- 1988: Фламенго (Бразилия)

- 1989: не е провеждан турнир

- 1990: не е провеждан турнир

- 1991:  Япония

- 1992:  Аржентина

- 1993:  Унгария

- 1994:  Франция

- 1995:  Япония

- 1996:  Япония

- 1997:  Япония

- 1998:  Япония и  Чехия

- 1999:  Белгия и  Перу

- 2000:  Япония и  Словакия

- 2001:  Япония

- 2002: не е излъчен победител

- 2003: не е излъчен победител

- 2004:  Япония

- 2005:  Перу и  ОАЕ

- 2006:  Шотландия

- 2007:  Япония

- 2008:  Япония

- 2009:  Япония

- 2010: не се провежда

- 2011:  Япония

- 2012 - 2015 – не се провежда

- 2016 -  Босна и Херцеговина

- от 2017 година – серии от по един мач с участието на Япония